# Opuntia leucotricha

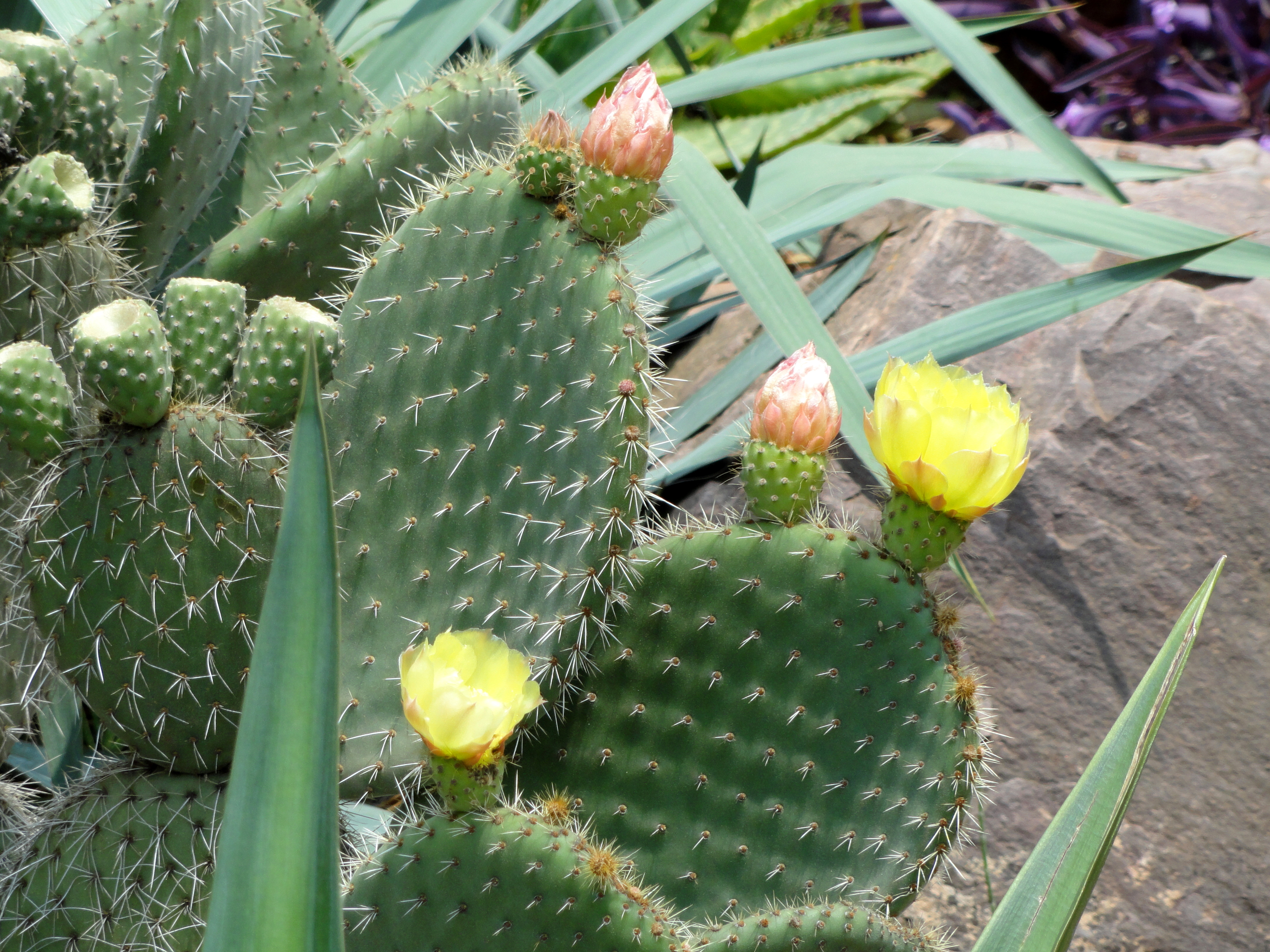
Opuntia leucotricha mit Blüten

Opuntia leucotricha ist eine Pflanzenart in der Gattung der Opuntien (Opuntia) aus der Familie der Kakteengewächse (Cactaceae). Das Artepitheton leucotricha stammt aus dem Griechischen, bedeutet ‚weißhaarig‘ und verweist auf die weißliche flexible Bedornung der Art. Trivialnamen sind „Duraznillo Blanco“, „Nopal Blanco“, „Nopal Colorado“ und „Nopal Duraznillo“.

## Beschreibung
Opuntia leucotricha wächst baumförmig, ist reich verzweigt mit einer großen Krone und erreicht Wuchshöhen von 3 bis 5 Meter. Es wird ein auffälliger Stamm ausgebildet, der mit bis zu 8 Zentimeter langen Borsten bedeckt ist. Die flaumigen, länglichen bis kreisrunden Triebabschnitte sind 15 bis 30 Zentimeter lang. Die zahlreichen kleinen Areolen stehen bis zu 1 Zentimeter voneinander entfernt. Die gelben Glochiden befinden sich in den oberen Teilen der Areolen. Aus den unteren Teilen der Areolen erscheinen die ein bis drei, biegsamen und borstenartigen, weißlichen Dornen. Die Dornen sind bis zu 3 Zentimeter lang. Ein Dorn ist viel länger als die übrigen.
Die gelben Blüten erreichen eine Länge von 4 bis 5 Zentimeter. Die kugelförmigen, weißen bis purpurfarbenen Früchte sind 4 bis 6 Zentimeter lang.

## Verbreitung, Systematik und Gefährdung
Opuntia leucotricha ist in mexikanischen Bundesstaaten San Luis Potosí, Zacatecas, Durango, Guanajuato, Querétaro, Hidalgo und Jalisco auf dem Altiplano weit verbreitet.
Die Erstbeschreibung erfolgte 1828 durch Augustin-Pyrame de Candolle.
In der Roten Liste gefährdeter Arten der IUCN wird die Art als „Least Concern (LC)“, d. h. als nicht gefährdet geführt. Die Entwicklung der Populationen wird als stabil angesehen.

## Nachweise